# Сільський округ Сабира Рахімова
Сільський округ Саби́ра Рахі́мова (каз. Сабыр Рақымов ауылдық округі, рос. сельский округ Сабыра Рахимова) — адміністративна одиниця у складі Казигуртського району Туркестанської області Казахстану. Адміністративний центр — село Кокебель.
Населення — 3884 особи (2021; 3612 у 2009, 3208 у 1999, 2573 у 1989).
Станом на 1989 рік існувала Жанабазарська сільська рада (села 20 літ Казахської РСР, Айнатас, Верхній Жилибулак, Жанабазар, Жанажол, Жанаталап, Жанатурмис, Жигерген, Жумисши, Карабастау, Кизилата, Кизилбулак, Кокібел, Майбулак, Тесіктобе, Тілектес, Ульгілі, Ушбулак, селища Женіс, Угам). 1997 року села Айнатас, Жигерген, Кизилата, Кизилбулак, Кокебель (колишнє село Кокібел), Майбулак, Тесіктобе, Угам утворили Кокебельський сільський округ. Пізніше села Айнатас, Жигерген, Кизилбулак, Тесіктобе, Угам утворили окремий Жигергенський сільський округ. 2011 року округ отримав сучасну назву.

## Склад
До складу округу входять такі населені пункти:
| Населений пункт | Колишні назви | Населення, осіб (1989) | Населення, осіб (1999) | Населення, осіб (2009) | Населення, осіб (2021) |
| --------------- | ------------- | ---------------------- | ---------------------- | ---------------------- | ---------------------- |
| Кизилата, село  | -             | 589                    | 549                    | 599                    | 721                    |
| --Аклаккора     | -             | -                      | -                      | -                      | 10                     |
| --Бішоракора    | -             | -                      | -                      | -                      | 3                      |
| --Жакипкора     | -             | -                      | -                      | -                      | 15                     |
| --Ошакбайкора   | -             | -                      | -                      | -                      | 6                      |
| Кокебель, село  | Кокібел       | 1120                   | 1564                   | 1775                   | 1980                   |
| --Алпискора     | -             | -                      | -                      | -                      | 5                      |
| --Анарбайкора   | -             | -                      | -                      | -                      | 6                      |
| --Аселкора      | -             | -                      | -                      | -                      | 6                      |
| --Калайханкора  | -             | -                      | -                      | -                      | 10                     |
| --Соціалкора    | -             | -                      | -                      | -                      | 4                      |
| Майбулак, село  | -             | 864                    | 1095                   | 1238                   | 1118                   |